# 以東岳
以東岳（いとうだけ）は、山形県鶴岡市と新潟県村上市との境にある標高1,771.4mの山。磐梯朝日国立公園に属する朝日山地（朝日連峰）の山で、標高966mの所に大鳥池（湖）がある。日本二百名山の一つ。

## 概要
山頂は360度の眺望があり、大鳥池や大朝日岳などを見ることができる。山頂には1989年（平成元年）に建設された避難小屋があったが豪雪によって損壊し使用できなくなっていた。そのため2017年（平成29年）10月1日に山頂付近に新しく以東岳避難小屋が整備された。
登山道沿いの大鳥池北岸には大鳥小屋「タキタロウ山荘」（定員100人）がある。

## 登山道
登山口として大鳥口があり日本海側からの唯一の登山口になっている。また、朝日連峰縦走路北端ルートの起点・終点でもある。
- 登山口が位置するのは泡滝ダムである[1]。泡滝ダムへは自動車、バス、ハイヤーなどの交通手段があるが、大鳥集落から泡滝ダムへの市道開通期間は例年6月下旬から10月下旬までである[1]。泡滝ダムから、冷水沢つり橋、七ツ滝沢つり橋の2つの吊橋を通り、七曲りと呼ばれるジグザグ道を経て、大鳥池北岸の大鳥小屋に向かう[1]。なお、冷水沢つり橋と七ツ滝沢つり橋の2つの吊橋は冬季は外されているため、登山シーズン前後は確認が必要である[1]。大鳥小屋からはオツボ峰コースと直登コースに分かれる[1]。
  - オツボ峰コースは大鳥小屋から三角峰（標高1,520m）、オツボ峰（標高1,582m）を通るルートである[1]。
  - 直登コースは大鳥小屋から大鳥池沿いに進んでそこから直登するが、急登の連続である[1]。
- 大朝日岳との縦走路は、以東岳から狐穴小屋や竜門小屋を経て大朝日岳に至る[1]。

## ギャラリー

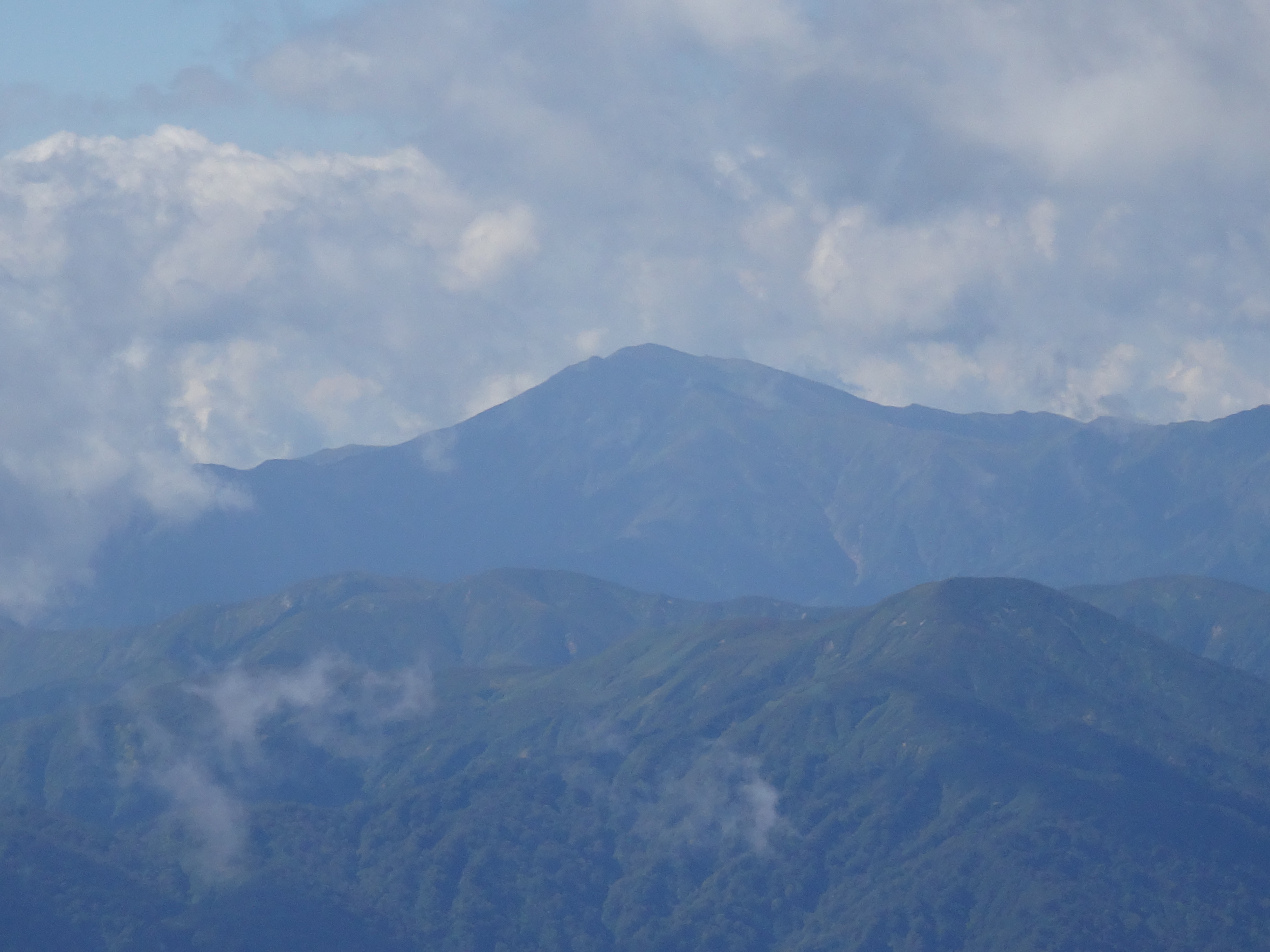
月山からの以東岳
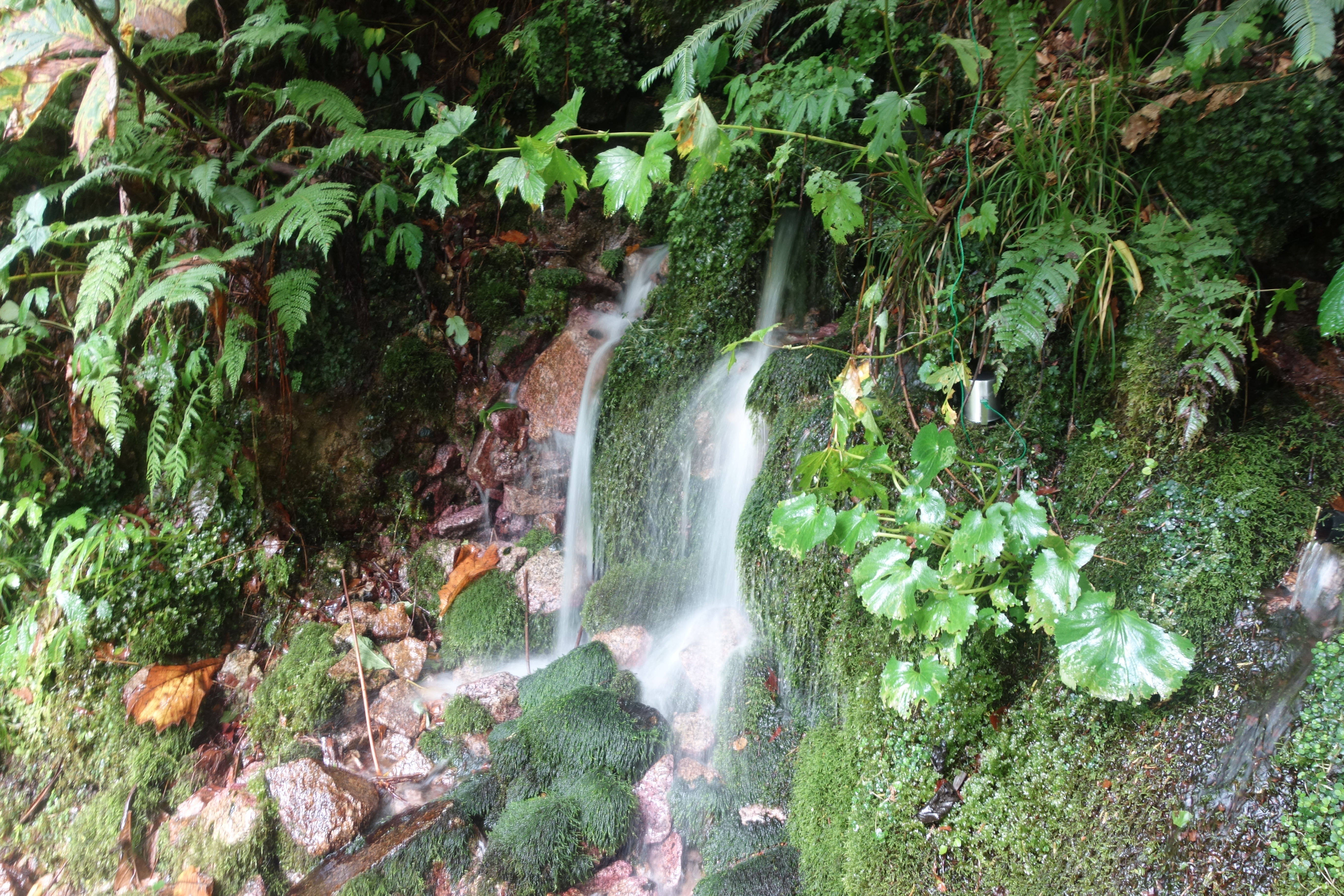
七曲りの水場
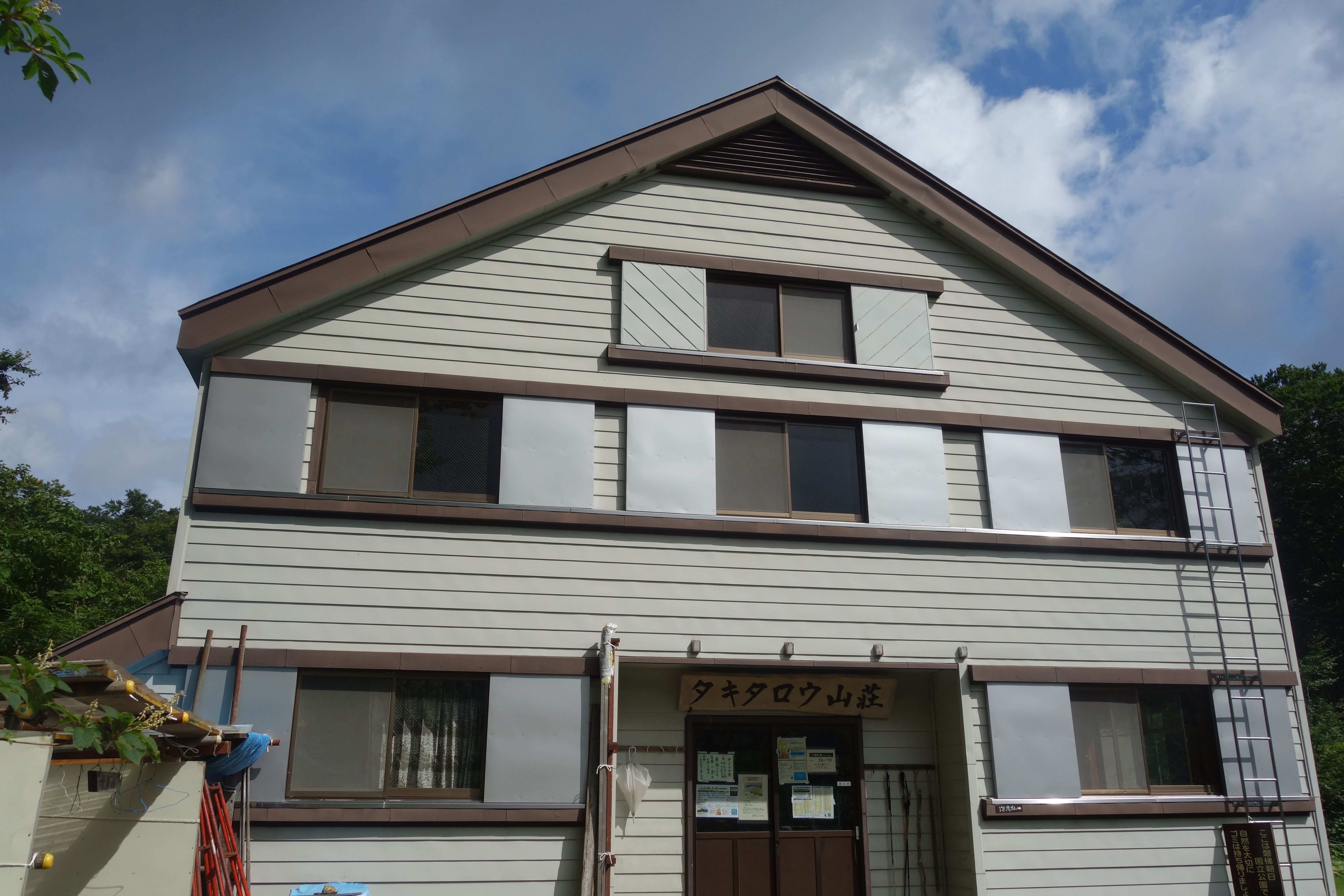
大鳥小屋（タキタロウ山荘）
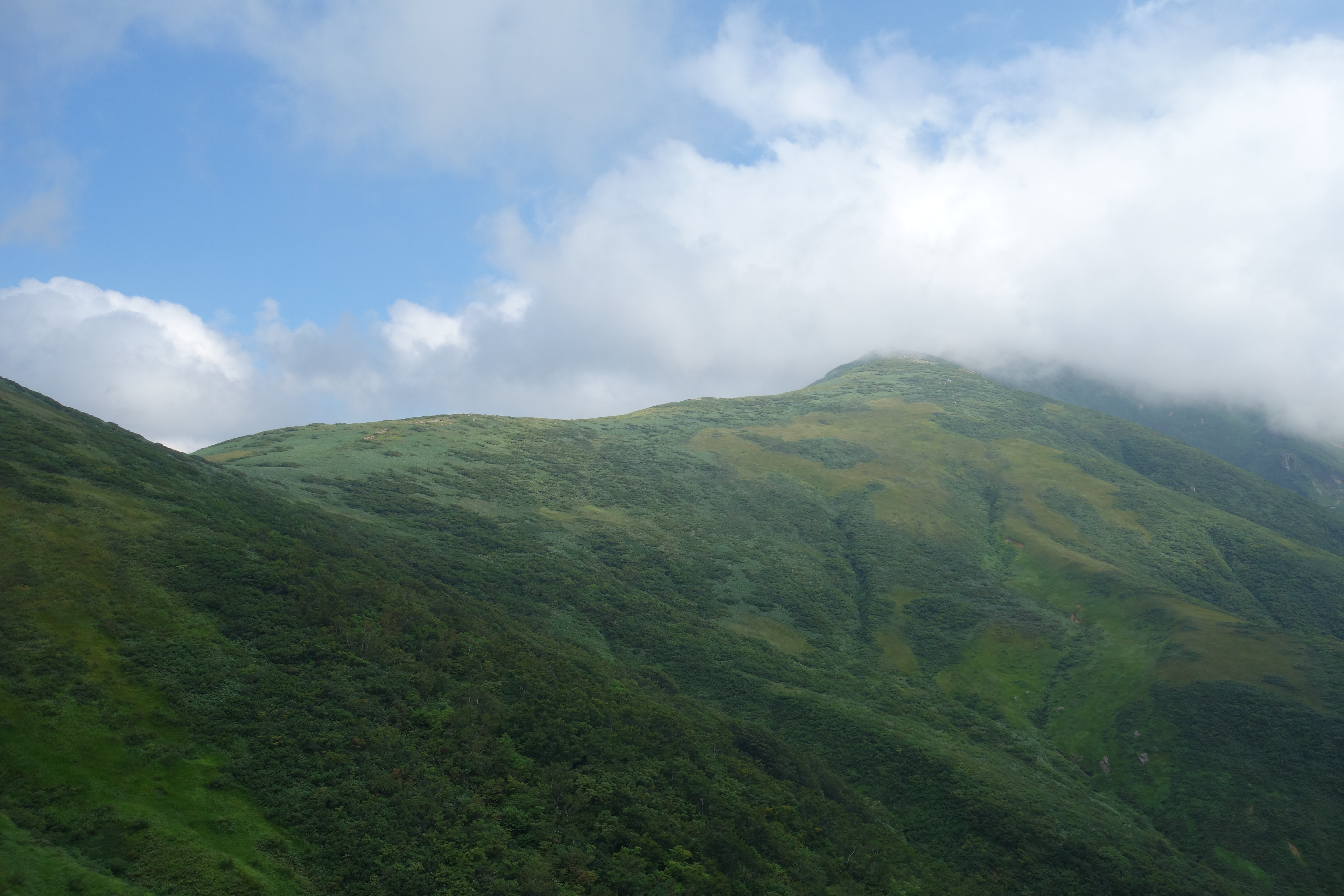
三角峰付近からのオツボ峰方面
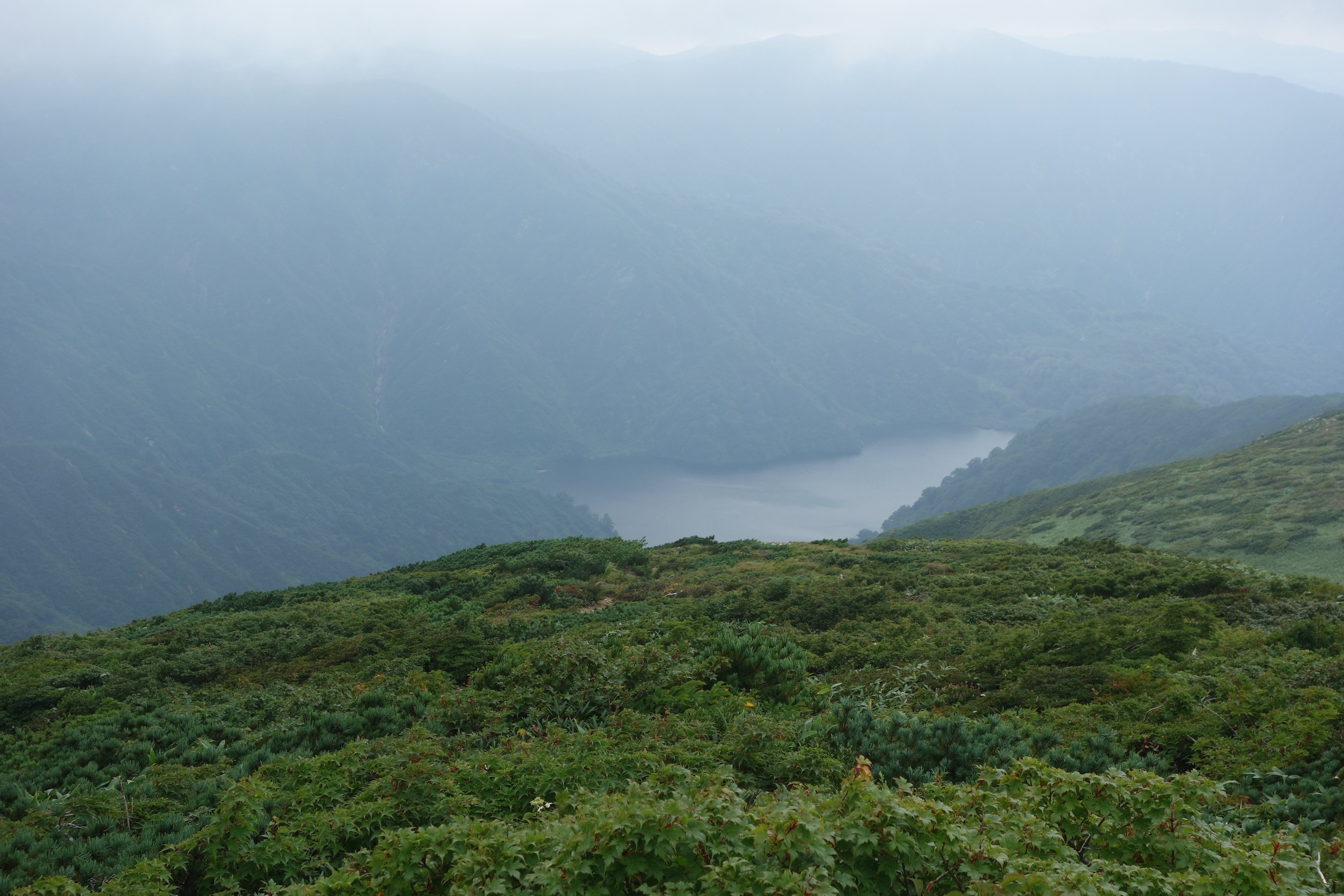
オツボコースから見た大鳥池
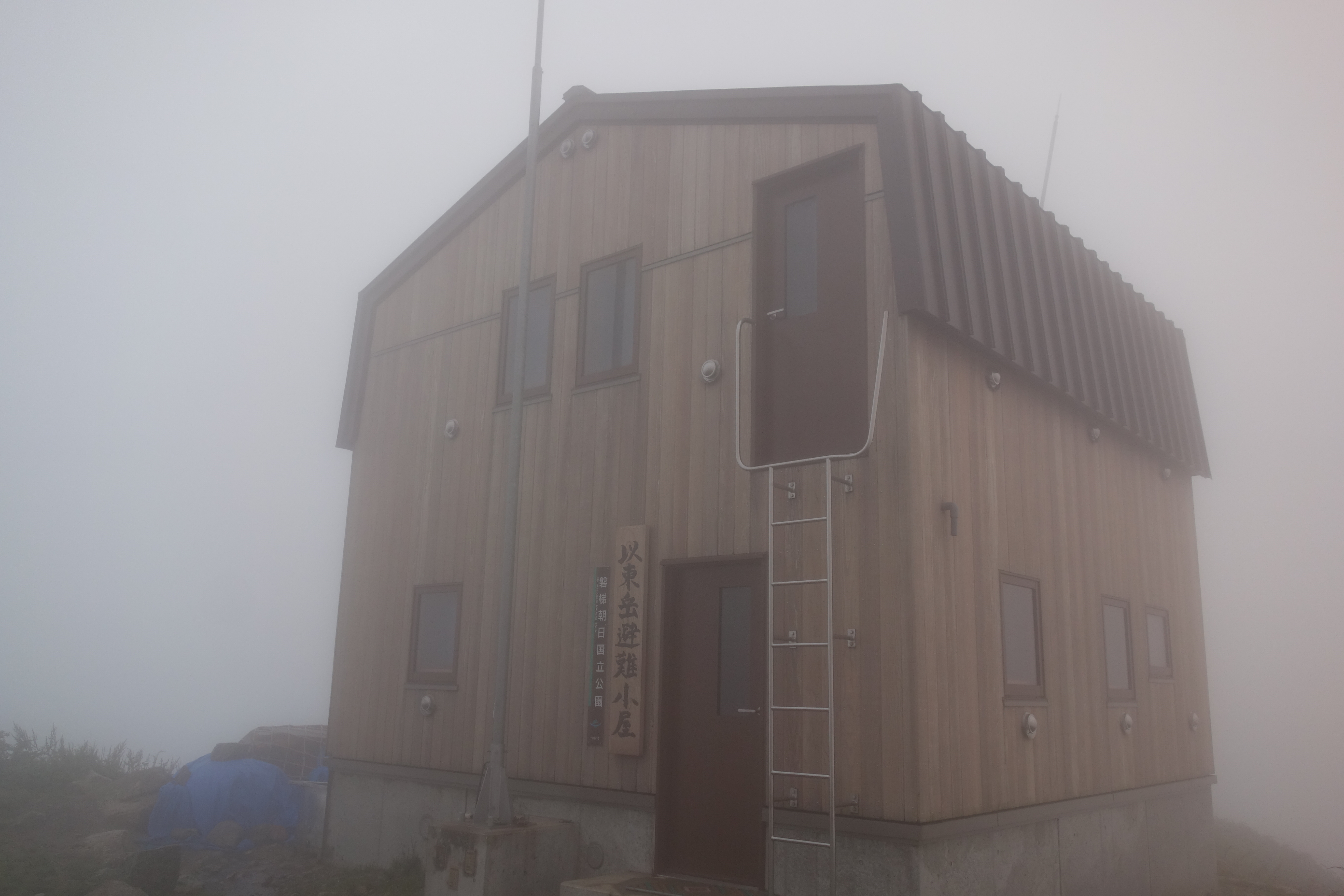
以東岳避難小屋
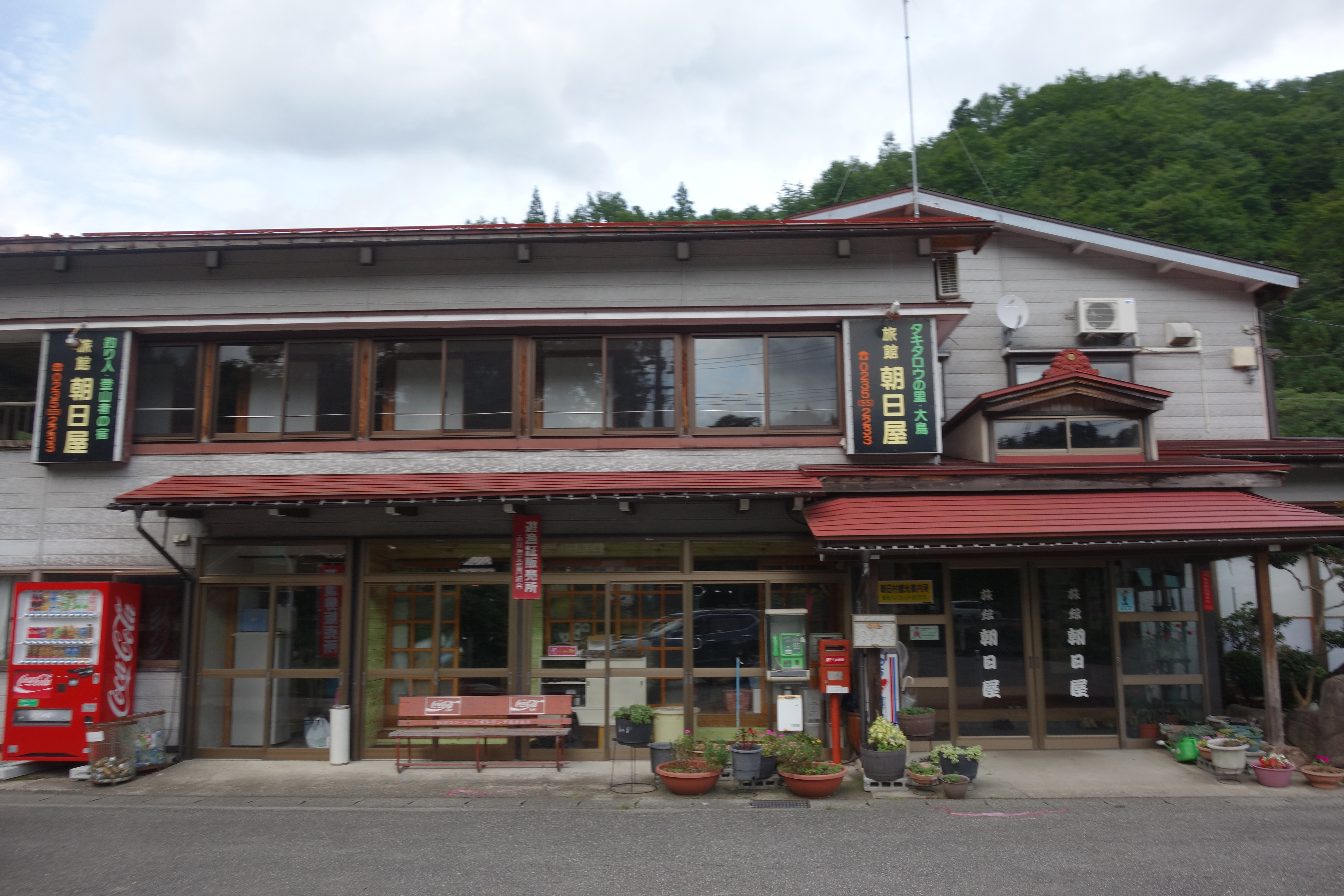
麓の朝日屋旅館
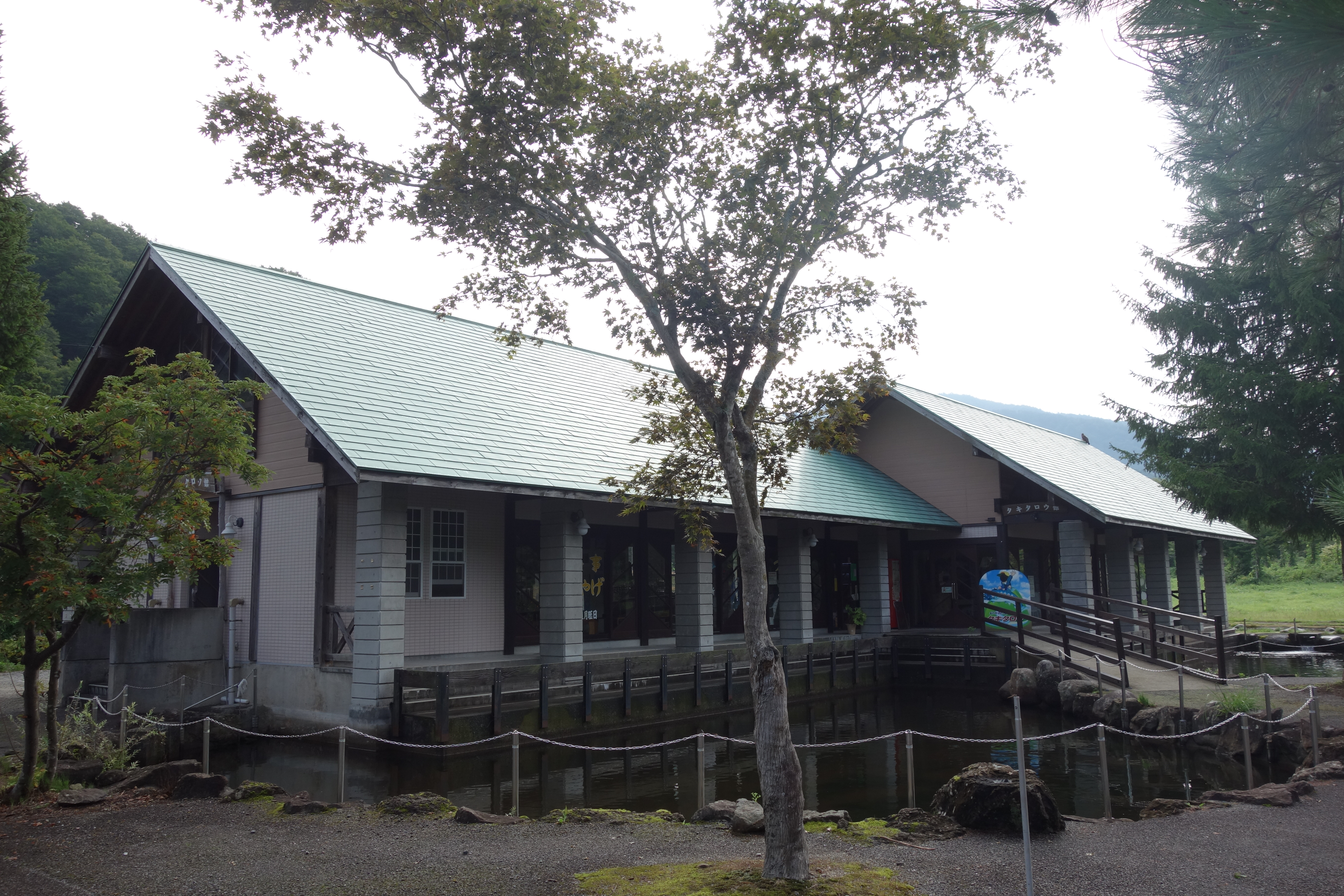
タキタロウ館